# Hamish Watson (Rugbyspieler)
Hamish Fergus Wallace Watson (* 15. Oktober 1991 in Manchester) ist ein schottischer Rugby-Union-Spieler. Er spielt auf der Position des Flügelstürmers für das schottische Franchise Edinburgh Rugby und für die schottische Nationalmannschaft.

## Biografie
Watson wuchs in der Region um die englische Großstadt Manchester und begann in Wilmslow in der Grafschaft Cheshire Rugby zu spielen. Später spielte er in Oakham für die dortige Highschool und gewann mit ihr die nationale U13-Schülermeisterschaft. Ebenso trainierte er in der Akademie der Leicester Tigers. Da er schottische Großeltern hatte, erhielt er 2011 von der Scottish Rugby Union das Angebot, für die schottische U20-Nationalmannschaft zu spielen. Nachdem er 2011 nach Edinburgh umgezogen war, hatte er einerseits einen festen Vertrag für die Siebener-Rugby-Nationalmannschaft, andererseits wurde er in das Entwicklungsprogramm des Franchise Edinburgh Rugby aufgenommen.
Aufgrund seiner herausragenden Leistungen spielte Watson ab 2014 für die erste Mannschaft von Edinburgh Rugby in der Pro 12. Sein erstes Test Match für die schottische Nationalmannschaft absolvierte Watson am 28. Februar 2015 bei der 19:22-Heimniederlage gegen Italien. Obwohl er für einen Spieler auf seiner Position eher klein ist, entwickelte er sich unter Trainer Gregor Townsend nicht zuletzt aufgrund seiner herausragenden Technik rasch zum Stammspieler. Zum ersten Mal in der Startformation der Nationalmannschaft stand er am 12. November 2016 gegen Australien. Watson wurde in den Kader für die Weltmeisterschaft 2019 berufen, erlitt aber im Eröffnungsspiel gegen Irland eine Knieverletzung, sodass er das restliche Turnier verpasste.
Watson erholte sich rasch und konnte beim Six Nations 2020 wieder ins Spielgeschehen eingreifen. Ein Jahr später unterschrieb er bei Edinburgh Rugby einen neuen langjährigen Vertrag. Er bestätigte seine damalige Bestform, als er beim Six Nations 2021 maßgeblich zu den schottischen Auswärtssiegen über England und Frankreich beitrug und in einem Fan-Voting zum besten Spieler des Turniers gekürt wurde.
Ebenfalls 2021 gehörte Watson zum Kader der British and Irish Lions auf der Tour nach Südafrika. Er bestritt fünf Partien und kam unter anderem im ersten von vier Test Matches gegen die Springboks zum Einsatz.

## Persönliches
Watson erhielt von seinen Fans den Spitznamen „Pinball“ – in Anspielung auf seinen einzigartigen Laufstil, bei dem er den Ball über eine kurze Distanz an mehreren Spielern abprallen lässt, während er ihn trägt.

## Erfolge
- Finalist EPCR Challenge Cup: 2015